# Kin Platt
Kin Platt (1911 - Nova York, 2003) foi um escritor, artista, pintor, escultor, desenhista de quadrinhos, caricaturista americano, mais conhecido por escrever comédia de rádio e série de TV, bem como novelas infantis de mistério, por um dos quais recebeu o Mystery Writers of America Edgar Award.
Ele também escreveu e desenhou histórias em quadrinhos (criou o Supermouse) e tiras de quadrinhos.

## Biografia

### Início da vida e carreira
Filho de Daniel e Etta Hochberg Platt, Kin Platt, em meados da década de 1930, escreveu comédia de rádio para George Burns, Jack Benny, a equipe de comédia de Stoopnagle e Budd, e The National Biscuit Comedy Hour de 1936. Mais tarde, ainda na década de 1930, ele escreveu para os desenhos cinematográficos da Disney e Walter Lantz e roteirizou o filme de Robert Benchley, How to Read (1938).

### Revista em quadrinhos

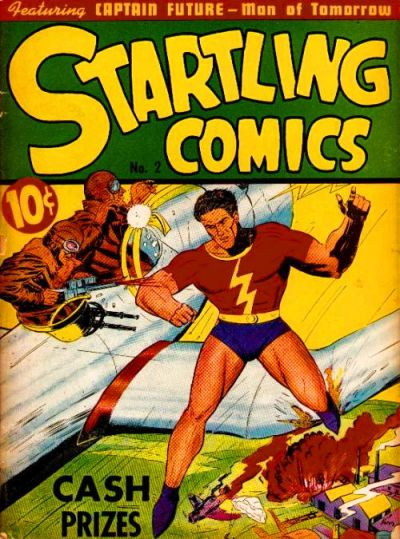
Banda desenhada surpreendente # 2 (agosto de 1940). Arte da capa do Captain Future por Platt.

Platt criou quadrinhos com histórias do humor que caracterizam o caráter "feliz" na Better Comics em 1939). Platt continuou escrevendo e desenhando muitos recursos nas próximas edições e desenhando recursos como "Captain Future" na Startling Comics da Better; "The Mask" (sem relação com o personagem Dark Horse Comics dos anos 90), apresentando um promotor público que virou lutador de crim fantasiado, em Exciting Comics; e Doc Savage, do escritor Richard Hughes, como "Doc Strange" (sem relação com o Dr. Strange da Marvel Comics ), em Thrilling Comics.
Depois de prestar serviço militar na Segunda Guerra Mundial com o Comando de Transporte Aéreo da Força Aérea do Exército dos EUA de 1943 a 1946, Platt começou a trabalhar para empresas de histórias em quadrinhos como a Timely Comics (a antecessora da Marvel Comics na década de 1940), para a qual incluía "Widjet Witch "em quadrinhos cômicos); e Better / Nedor / Standard, onde criou o Supermouse em 1948. Além disso, Platt escreveu para os quadrinhos de Bob Hope e Jerry Lewis na DC. Por dois anos, ele desenhou as aventuras de Pepsi e Pete para a tira publicitária, Pepsi Cola Cops.
Para o New York Herald Tribune Syndicate, Platt escreveu e desenhou a história em quadrinhos Mr. and Mrs. (originalmente de Clare Briggs) de 1947 a 1963 e The Duke and the Duchess de 1950 a 1954. Além disso, ele desenhou personagens para jornais e revistas como The Village Voice e Los Angeles Times.
Na década de 1960, Platt roteirizou animação de TV, incluindo as séries Hanna-Barbera, The Jetsons, The Flintstones, Yogi Bear, Top Cat e Jonny Quest (pelo qual em um momento ele detinha o título de "diretor de história"), além de Milton, o monstro da Hal Seeger Productions.

### Literatura de jovens leitores
Platt começou a escrever livros infantis e mistérios para jovens adultos em 1961. Ele finalmente publicou mais de 30 livros, incluindo mistérios de leitores em geral. Seus pseudônimos incluem Guy West, Alan West, Wesley Simon York, Nick Tall, Nick West, Noah Zark e Kirby Carr. Platt escreveu vários romances na série "Hitman", sob o nome Kirby Carr.
Platt também voltou aos quadrinhos nessa época, escrevendo histórias ocasionais para os títulos da DC Comics GI Combat, Our Army at War e Star Spangled War Stories em 1964. Seu último crédito conhecido em quadrinhos é uma adaptação de 48 páginas de Dr. Jekyll e Hyde, de Robert Louis Stevenson, em Hyde em Marvel Classics Comics # 1 (1976).

### Carreira posterior
O filme de 1973 Baxter!, um drama psicológico estrelado por Patricia Neal, foi baseado em um livro de Platt, The Boy Who Could Make Himself Disappear.
Ele continuou escrevendo livros ao longo da década de 1980, embora alguns romances continuassem inéditos. Este material, bem como caricaturas não publicadas submetidas a revistas e jornais, foi doado ao Centro de Pesquisa em Arquivo Howard Gotlieb, na Universidade de Boston. Big Max and the Missing Giraffe foram publicados postumamente pela HarperTrophy em 2005.

## Prêmios
- Edgar Award de 1967 por mistério juvenil, para Sinbad and Me
- Nomeação ao Edgar Award de 1970, por The Mystery of the Witch Who Wouldn't